# 남동부주 (오만)

남동부 주의 위치

남동부주(아랍어: جنوب الشرقية)는 오만 동부에 위치한 주로 주도는 수르이며 인구는 293,509명(2021년 기준), 면적은 12,350 km2이다.
2011년 10월 28일에 실시된 행정 구역 개편에 따라 샤르키야 지방에서 분리되어 신설되었다. 북쪽과 동쪽, 남쪽으로는 아라비아해, 남서쪽으로는 중부주, 서쪽으로는 북동부주, 북서쪽으로는 무스카트주와 접한다. 5개 구를 관할한다.

## 같이 보기
- 동아라비아